# Monreal del Llano
Monreal del Llano település Spanyolországban, Cuenca tartományban. Monreal del Llano Santa María de los Llanos, Los Hinojosos, Osa de la Vega, Belmonte és El Pedernoso községekkel határos. Lakosainak száma 45 fő (2024).

## Népesség
A település népessége az utóbbi években az alábbiak szerint változott:
| Lakosok száma | 83   | 76   | 71   | 84   | 79   | 74   | 69   | 56   | 52   | 45   |
|               | 2001 | 2004 | 2006 | 2009 | 2011 | 2014 | 2016 | 2019 | 2021 | 2024 |